# Hannes Trinkl
Hannes Trinkl (Steyr, 1º febbraio 1968) è un dirigente sportivo ed ex sciatore alpino austriaco, campione del mondo nella discesa libera a Sankt Anton am Arlberg 2001.
Specialista delle prove veloci, Trinkl fu uno dei componenti della forte squadra austriaca che dominò la Coppa del Mondo sia negli anni 1990 sia nei primi anni del decennio successivo. Pur non riuscendo a eguagliare in vittorie i compagni di squadra Hermann Maier e Stephan Eberharter, conquistò comunque sei successi in Coppa del Mondo (cinque in discesa libera e uno in supergigante); ai XVIII Giochi olimpici invernali di Nagano 1998 ottenne la medaglia di bronzo nella discesa libera.

## Biografia

### Carriera sciistica

#### Stagioni 1986-1995
Originario di Windischgarsten e membro della nazionale austriaca dal 1986, Trinkl ebbe un avvio di carriera tormentato dagli infortuni, soprattutto alle ginocchia, che lo tennero lontano dalle gare fino alla stagione 1991-1992. Ottenne il primo risultato di rilievo in Coppa del Mondo classificandosi 25º nella discesa libera del 7 dicembre 1991 a Val-d'Isère e il primo podio il 15 marzo 1993 a Sierra Nevada, quando chiuse 3º nella medesima specialità. Nello stesso anno aveva esordito ai Campionati mondiali, classificandosi 12º nella discesa libera della rassegna iridata di Morioka.
Nella stagione 1993-1994 ottenne la prima vittoria in Coppa del Mondo, che giunse a sorpresa non in discesa libera ma in supergigante il 22 dicembre 1993 a Lech, quando s'impose partendo con il pettorale n. 51. Già la settimana successiva conquistò il primo dei suoi cinque successi in discesa libera, sulla Stelvio di Bormio il 29 dicembre; a fine stagione risultò 5º nella classifica generale di Coppa del Mondo e 2º in quella di discesa libera (superato da Marc Girardelli di 20 punti), che rimasero i suoi migliori piazzamenti in carriera. Debuttò inoltre ai Giochi olimpici invernali a Lillehammer 1994, classificandosi 6º nella discesa libera e non completando il supergigante.

#### Stagioni 1996-2004
Ai successivi Mondiali della Sierra Nevada, nel 1996, sempre in discesa libera fu 9º, mentre ai XVII Giochi olimpici invernali di Nagano 1998, sua ultima presenza olimpica, vinse la medaglia di bronzo nella medesima specialità. Il 15 marzo 2000 vinse nuovamente la discesa libera di Coppa del Mondo disputata sulla Stelvio di Bormio Il 7 febbraio 2001, ai Mondiali che si tennero sulle nevi di casa di Sankt Anton am Arlberg, giunse all'apice della carriera agonistica, essendo stato in grado di salire sul gradino più alto del podio.
Nel 2002 conquistò l'ultima vittoria in Coppa del Mondo, a Kvitfjell in discesa libera il 2 marzo, e il 29 dicembre l'ultimo podio, ancora a Bormio nella medesima specialità (3º); la sua ultima presenza iridata fu a Sankt Moritz 2003 (31º nella discesa libera) e chiuse la sua carriera agonistica l'11 marzo 2004 a Sestriere, classificandosi 18º nel supergigante valido per la Coppa del Mondo.

### Carriera dirigenziale
Nel 2005 divenne vicepresidente della Federazione sciistica dell'Austria; nel 2014 ha assunto l'incarico di direttore di gara per le prove veloci di Coppa del Mondo, nei quadri della Federazione Internazionale Sci.

## Palmarès

### Olimpiadi
- 1 medaglia:
  - 1 bronzo (discesa libera a Nagano 1998)

### Mondiali
- 1 medaglia:
  - 1 oro (discesa libera a Sankt Anton am Arlberg 2001)

### Coppa del Mondo
- Miglior piazzamento in classifica generale: 5º nel 1994
- 25 podi:
  - 6 vittorie
  - 7 secondi posti
  - 12 terzi posti

#### Coppa del Mondo - vittorie
| Data             | Località    | Paese       | Specialità |
| ---------------- | ----------- | ----------- | ---------- |
| 22 dicembre 1993 | Lech        | Austria     | SG         |
| 29 dicembre 1993 | Bormio      | Italia      | DH         |
| 4 marzo 1994     | Aspen       | Stati Uniti | DH         |
| 4 dicembre 1999  | Lake Louise | Canada      | DH         |
| 15 marzo 2000    | Bormio      | Italia      | DH         |
| 2 marzo 2002     | Kvitfjell   | Norvegia    | DH         |

Legenda:

DH = discesa libera

SG = supergigante

### Campionati austriaci
- 6 medaglie[2]:
  - 3 argenti (discesa libera nel 1992; discesa libera nel 1994; discesa libera nel 1999)
  - 3 bronzi (combinata nel 1992; combinata nel 1996; discesa libera nel 1996)